# فرانسيسكو دوناتي
فرانسيسكو دوناتي هو لاعب كرة قدم إيطالي، ولد في 20 يناير 2001.